# Burna Boy
Дамини Ебунолува Огулу, известен професионално като Burna Boy, е нигерийски певец, автор на песни, изпълнител и продуцент. Става популярен през 2012 г., след като издава Like to Party, водещия сингъл от дебютния му студиен албум L.I.F.E (2013). През 2017 г. Burna Boy подписва сделка с Atlantic Records и компанията майка Warner Music Group. Третият му студиен албум Outside е издаден през 2018 г.